# Yeşilyurt, Reşadiye
Yeşilyurt là một xã thuộc huyện Reşadiye, tỉnh Tokat, Thổ Nhĩ Kỳ. Dân số thời điểm năm 2011 là 92 người.